# Union Böckingen
Maillots

L’Union 08 Böckingen est un club sportif allemand localisé dans le districit de Böckingen dans la ville d'Heilbronn dans le Bade-Wurtemberg. 
Ce club compte de nos jours plus de 1 200 membres avec des sections de Football, Canoë, Handbal, mais aussi de Ski. Si sa section football est la plus grande avec plus de 600 membres, c’est toutefois la section "Canoë" qui a fourni le plus de succès au club, avec des médailles aux championnats d’Allemagne et aux championnats du monde.

## Histoire (Football)
Le club est issu d’une fusion en 1908 entre le Fussball Klub Germania 08 Böcking et le Viktoria Böcking .
Le club joua en  Kreisliga Wurtemberg de 1920 à 1922 puis en Bezirksliga Wurtemberg-Baden jusqu’en 1926. Il remporta cette ligue en 1931.
Le fait le plus marquant de l’Histoire de l’Union fut le titre conquit, en 1933, dans la Gauliga Württemberg (une des seize ligues – équivalente à une D1 – créée par la réorganisation des compétitions de football ordonnée par les Nazis après leur arrivée au pouvoir). Avec ce titre, Union Böckingen participa au tour final du Championnat d'Allemagne de football dont le premier tour ce joua par groupe. L’Union finit 4e sur quatre derrière Waldhof Mannheim, Mülheimer SV 06 et les Kickers Offenbach.
La saison suivante, Union Böckingen termina neuvième et fut reléguée. Le club revint directement en Gauliga mais redescendit en 1941-1942.
En 1938, le club joua le premier tour de la Tschammer Pokal (ancêtre de l’actuelle DFB-Pokal) mais fut éliminé d’entrée (0-7) par le Bayern Munich.
En novembre 1944, alors que le conflit mondial arrivait en Allemagne, Union 08 déclara forfait. 
Après la chute de l’Allemagne nazie, les Alliés provoquèrent la dissolution de tous les clubs et associations (dans le but de purger le pays des Nazis). L’Union 08 Böckingen fut reconstituée et joua en Amateurliga Wurtemberg (équivalent alors à la D2). Grâce à une belle seconde place en 1950, le club espéra mais il ne parvint pas à obtenir une promotion. Le club quitta alors la Zweite Liga Süd pour descendre au 3e niveau de la pyramide.
Le club revint au deuxième étage en 1952. Il fut relégué en 1958 et depuis a glissé vers les divisions inférieures de la hiérarchie du football allemand.

## Palmarès
- Champions Gauliga Württemberg: 1933
- Champion Bezirksliga Württemberg-Baden: 1931
- Champions Amateurliga Württemberg: 1952, 1958